# Пери (окръг, Алабама)
Вижте пояснителната страница за други значения на Пери.
Окръг Пери (на английски: Perry County) е окръг в щата Алабама, Съединени американски щати. Площта му е 1875 km², а населението – 8511 души (1 април 2020). Административен център е град Мариън.